# ТЕЦ Нова
ТЕЦ Нова — теплоелектроцентраль на півдні Польщі у місці Катовіце.
Первісно ТЕЦ відносилась до комплексу споруд металургійного комбінату Huta Katowice, проте у 2001-му була відокремлена від нього та наразі належить компанії TAMEH — спільному підприємству енергетичного концерну TAURON та металургійного гіганта ArcelorMittal.
Станом на початок 2000-х у складі ТЕЦ працювали 5 турбін загальною потужністю 150 МВт. Вони живились від встановлених у 1977—1979 роках п'яти котлів OPG-230, які використовували вугілля, доменний та конвертерний гази, та одного запущеного у 1988 році котла OPG-430, розрахованого на спалювання доменного газу. Крім того, з 1977-го працював вугільний водогрійний котел WP-140 (як і всі інші, постачений компанією Rafako із Ратибора) потужністю 140 МВт, а загальна теплова потужність ТЕЦ становила 588 МВт.
У 2016-му на майданчику станції ввели в експлуатацію турбіну № 7 типу Siemens 9С50 електричною та тепловою потужністю 50 МВт та 90 МВт відповідно. Крім неї на майданчику залишались турбіни № 1 — 3 типу РТ-25-90/10M потужністю по 25 МВт та № 4 типу MTD40CE потужністю 55 МВт. В той же час, турбіна № 5 з показником 30 МВт вже не рахувалась серед обладнання ТЕЦ.
Загальна номінальна потужність станції становить 180 МВт, проте фактично при роботі турбіни № 4 відключають два з трьох агрегатів № 1 — 3.
ТЕЦ здатна постачати 182 МВт для потреб системи централізованого опалення Катовіце, а також різні форми теплової енергії для металургійного комбінату: 92 МВт пари високого та 52 МВт пари низького тиску, 110 МВт для системи нагріву, 14 МВт гарячої води. Ще 16 МВт потребують системи водопідготовки.
У 2018-му змонтували дві турбіни потужністю по 12,5 МВт, які виробляють електроенергію детандерним методом на основі розширення доменного газу (по одній для кожної домни комбінату).